# Sven Görtz

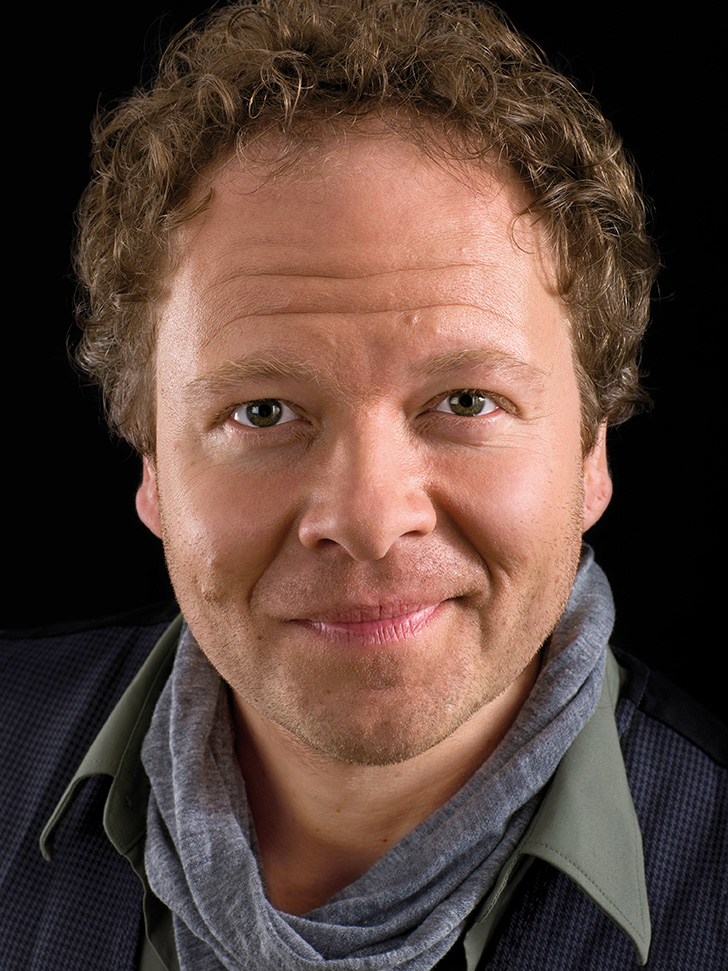
Sven Görtz

Sven Görtz (* 13. November 1967 in Höhn, Westerwald) ist ein deutscher Hörbuchsprecher, Schriftsteller und Singer-Songwriter.

## Leben
Görtz studierte Philosophie, Anglistik und Germanistik an der Justus-Liebig-Universität Gießen. Görtz hat zahlreiche Klassiker der deutschen und internationalen Literatur als Hörbücher eingelesen. Unter anderem veröffentlichte er eine komplette literarische Lesung der Bibel. Von der HR2-Hörbuchbestenliste würde Görtz für seine Ein-Mann-Inszenierung des Hörspiels Unter dem Milchwald von Dylan Thomas ausgezeichnet, bei der er über 30 unterschiedlichen Figuren interpretierte. Seit 2008 liest Sven Görtz die deutschsprachigen Hörbücher des Weltbestsellerautors Paulo Coelho für den Diogenes Verlag.
2010 trat Görtz zum ersten Mal mit Liebe… ist eine besondere Form von Geisteskrankheit als Buchautor in Erscheinung. Mit dem gleichnamigen Live-Programm war er drei Jahre auf Tournee. 2013 erschien der erste Kriminalroman von Görtz unter dem Titel Da liegt ein Toter im Brunnen im Emons Verlag. Der Band um die beiden Ermittler Hauptkommissar Christoph Rubin und Journalist Carl Bernstein ist die erste Folge einer Krimiserie, die in der fiktiven Stadt Bad Löwenau spielt. Die Bücher Da haben wir den Salat (2013) und Die Prophezeiung von Bad Löwenau (2014) folgten.
Weiterhin ist er mit unterschiedlichen literarisch-musikalischen Bühnenprogrammen in Deutschland, Österreich und der Schweiz regelmäßig auf Tournee. Seine Romane schreibt er auf Deutsch, seine Songs auch auf Englisch. Nach seinen Bühnenprogrammen Klassik ist, wenn man trotzdem lacht (2005–2009), Das literarische Kabarett (2009–2012) und Liebe… ist eine besondere Form von Geisteskrankheit (2010–2013), ist Sven Görtz seit 2012 mit seinem Programm Wo war ich stehen geblieben? – Das literarische Konzert auf Tournee. Seit Februar 2013 ist Sven Görtz zudem mit der Inszenierten Lesung seiner Kriminalromane (Die Krimi-Show mit Musik) im deutschsprachigen Raum unterwegs.

## Hörbücher (Auszug)
- Rat Krespel von E.T.A. Hoffmann (ZYX Music, 2004)
- Die Fermate von E.T.A. Hoffmann (ZYX Music, 2004)
- Lenz von Georg Büchner (ZYX Music, 2004)
- Bechsteins Märchen (ZYX Music, 2005)
- Die Freude An Komödie von Joachim Ringelnatz (ZYX Music, 2005)
- Ein Ereignis An Der Owl-Creek-Brücke von Ambrose Bierce (ZYX Music, 2005)
- Die Dame mit dem Hündchen von Anton Tschechow (ZYX Music, 2005)
- Die Schreckliche Deutsche Sprache von Mark Twain (ZYX Music, 2005)
- Die Bibel (Diogenes, 2006)
- Hörportrait: Marilyn Monroe (ZYX Music, 2006)
- Hörportrait: Heinrich Heine (ZYX Music, 2006)
- Kurt Tucholsky: Satire Und Humoresken (ZYX Music, 2006)
- Heinrich Heine: Gedichte (ZYX Music, 2006)
- Der Schimmelreiter von Theodor Storm (ZYX Music, 2006)
- Die Bäsle-Briefe von W.A. Mozart (ZYX Music, 2006)
- Gebrüder Grimm: Märchen (ZYX Music, 2006)
- H.C. Andersen: Märchen  (ZYX Music, 2006)
- Wilhelm Hauff: Die schönsten Märchen (ZYX Music, 2006)
- Hörportrait: W. A. Mozart (ZYX Music, 2006)
- Hörportrait: R. M. Rilke (ZYX Music, 2006)
- Geschichte der griechischen Philosophie (Diogenes, 2007)
- Das große Novellen Hörbuch (ZYX Music, 2007)
- Brida von Paulo Coelho (Diogenes, 2008)
- Das Große Mozart-Hörbuch (ZYX Music, 2008)
- Mord(s)vergnügen (BÄNG, 2009)
- Der Sieger bleibt allein von Paulo Coelho (Diogenes, 2009)
- Edgar Allan Poe: Die Welt Des Horrors (ZYX Music, 2009)
- Casanovas Erotische Memoiren (ZYX Music, 2009)
- Die Verwandlung von Franz Kafka (ZYX Music, 2009)
- Das Freudenhaus: Maupassants Novellen (ZYX Music, 2009)
- Liebe… ist eine besondere Form von Geisteskrankheit (LangenMüller, 2010)
- Die große Klassiker-Box (ZYX Music, 2010)
- Meistererzählungen von A. Tschechow (ZYX Music, 2010)
- Galgenlieder von C. Morgenstern (ZYX Music, 2010)
- Kuttel Daddeldu. Ringelnatz Klassiker (ZYX Music, 2010)
- Die Judenbuche von Annette von Droste-Hülshoff (ZYX Music, 2010)
- Mozart auf der Reise nach Prag von Eduard Mörike (ZYX Music, 2010)
- Die Leiden des jungen Werther von Goethe (ZYX Music, 2010)
- Spiegel, das Kätzchen von Gottfried Keller (ZYX Music, 2010)
- Schutzengel von Paulo Coelho (Diogenes, 2011)
- Das große Novellen Hörbuch 2 (ZYX Music, 2011)
- Leutnant Gustl von A. Schnitzler (ZYX Music, 2011)
- Aleph von Paulo Coelho (Diogenes, 2012)
- Die Partyüberraschung – Heitere Geschichten (BÄNG, 2012)
- Ich habe Dich so lieb – Liebesgedichte (BÄNG, 2012)
- Der Rabe Ralf – Komische Gedichte (BÄNG, 2012)
- Die Sterntaler – Märchen (BÄNG, 2012)
- Der Froschkönig – Märchen (BÄNG, 2012)
- Max und Moritz (BÄNG, 2012)
- Die Schriften von Accra von Paulo Coelho (Diogenes, 2013)
- Der Wanderer von Paulo Coelho (Diogenes, 2013)
- Kein Tag gleicht dem anderen von Paulo Coelho (mit Martin Stock) (BÄNG, 2013)
- Da liegt ein Toter im Brunnen (emons:, 2013)
- Da haben wir den Salat (emons:, 2013)
- Die Prophezeiung von Bad Löwenau (emons:, 2014)
- Die Verwandlung von Franz Kafka (Masterpieces, 2014)
- Traumnovelle von Arthur Schnitzler (Masterpieces, 2014)
- Schachnovelle von Stefan Zweig (Masterpieces, 2014)
- Romeo und Julia auf dem Dorfe von Gottfried Keller (Masterpieces, 2014)
- Kleider machen Leute von Gottfried Keller (Masterpieces, 2014)
- Novelle von Johann Wolfgang von Goethe (Masterpieces, 2014)
- Der Verbrecher aus verlorener Ehre von Friedrich Schiller (Masterpieces, 2014)
- Die Judenbuche von Annette von Droste-Hülshoff (Masterpieces, 2014)
- Michael Kohlhaas von Heinrich von Kleist (Masterpieces, 2014)
- Das Erdbeben in Chili von Heinrich von Kleist (Masterpieces, 2014)
- Der Schimmelreiter von Theodor Storm (Masterpieces, 2014)
- Die Spionin von Paulo Coelho, (Diogenes, 2016)[1]

## Bücher
- Die Prophezeiung von Bad Löwenau  (emons:, 2014)
- Da haben wir den Salat (emons:, 2013)
- Da liegt ein Toter im Brunnen (emons:, 2013)
- Liebe… ist eine besondere Form von Geisteskrankheit (LangenMüller, 2010)

## Live-Programme
- Die Krimi Show mit Musik (seit 2013)
- Wo war ich stehen geblieben? - Das literarische Konzert (seit 2012)
- Paulo Coelho: Auf den Spuren eines Suchenden (2008–2014)
- Liebe… ist eine besondere Form von Geisteskrankheit (2010–2013)
- Das literarische Kabarett (2009–2012)
- Mord(s)vergnügen (seit 2009)
- Klassik ist, wenn man trotzdem lacht (2005–2009)

## Auszeichnungen
- 2001 HR2-Hörbuchbestenliste für Unter dem Milchwald von Dylan Thomas